# Horace Grant
Horace Junior Grant, född 4 juli 1965 i Augusta i Georgia, är en amerikansk före detta professionell basketspelare (PF) som tillbringade 17 säsonger (1987–2004) i den nordamerikanska basketligan National Basketball Association (NBA), där han spelade för Chicago Bulls, Orlando Magic, Seattle Supersonics och Los Angeles Lakers. Under sin karriär gjorde han 12 996 poäng (11,2 poäng per match), 2 575 assists och 9 443 rebounds, returer, på 1 165 grundspelsmatcher. Han ingick några år i Chicago Bulls dynastilag som dominerade NBA mellan 1990 och 1998, där han var med om att vinna tre av deras sex NBA-mästerskap som de bärgade under den tidsperioden. Grant vann en fjärde med Los Angeles Lakers för säsongen 2000–2001.
Han draftades i första rundan i 1987 års draft av Chicago Bulls som tionde spelare totalt.
Grant var väldigt närsynt och bar glasögon. 1990 började han bära skyddsglasögon med korrektionsglas när han spelade basket, han genomgick en LASIK-operation vid ett senare tillfälle för att få bukt på sin närsynthet. Han fortsatte dock att bära skyddsglasögonen även efter operationen eftersom det hade blivit ett kännemärke för honom samt att Grant ville vara en förebild för barn som bar glasögon.
Han är tvillingbror till den före detta basketspelaren Harvey Grant och farbror till basketspelarna Jerami Grant och Jerian Grant som båda spelar i NBA.